# Trica (nimfa)
|  | Per a altres significats, vegeu «Trica (ciutat)». |

Trica (en grec antic Τρίκκη) era, segons la mitologia grega, una filla del déu-riu Peneu, a Tessàlia. La seva mare era Creüsa, o potser Fílira.
Es va casar amb Hipseu, rei dels làpites, que podia ser germà seu. Van tenir dues filles, Temisto i Cirene. És l'epònima de la ciutat de Trica.